# Grand format
Le grand format (540 × 385 mm en 8 colonnes), aussi appelé broadsheet, est le plus grand de tous les formats couramment utilisés par les titres de la presse écrite. Particulièrement commun en Amérique du Nord, mais aussi en Allemagne (notamment les trois principaux journaux que sont la Frankfurter Allgemeine Zeitung, Die Welt et la Süddeutsche Zeitung) et en Asie (par exemple Japon, Inde, Philippines), il est concurrencé par les formats berlinois, belge et, de plus en plus, tabloïd.
Broadside en anglais signifie en revanche une feuille imprimée d'un seul côté servant à diffuser de l'information par le biais de l'affichage public.